# Báilame el agua
Báilame el agua és una pel·lícula espanyola de l'any 2000 dirigida per Josetxo San Mateo, basada en la novel·la homònima de Daniel Valdés, que també va ser qui va adaptar el guió.

## Sinopsi
David (Unax Ugalde) i Carlos (Juan Díaz) són dos joves vintanyers, rodamons, que viuen als carrers de Madrid, dormint en bancs i compartint la vida amb aquelles persones que, igual que ells, per diferents raons són al carrer. David és un noi introvertit, amb un immens món interior que a penes surt a la superfície a través de la seva poesia. Un dia David veu a una noia (María - Pilar López de Ayala) al metro que el deixa fascinat i després de diversos dies observant-la, decideix regalar-li una poesia escrita especialment per a ella. A partir d'aquest moment, David i María viuran una dilatada història d'amor contextuada al Madrid més sòrdid i cruel, un món de pensions barates, droga i prostitució, on la inseguretat i la por s'enfronten amb l'amor que hi ha entre María i David. Un descens als inferns que cada dia es creua amb cadascun dels quals vivim a les ciutats d'un país que, com va dir Manuel Vázquez Montalbán, no va fer a temps la Revolució industrial.

## Repartiment
- Pilar López de Ayala - María
- Unax Ugalde - David
- Beatriz Argüello - Verónica
- Pilar Barrera - Mare de David
- Fede Celada - Abundio
- Antonio Dechent - Facundo
- Juan Diaz - Carlos

## Premis
- 2001: Festival de Cinema d'Espanya de Tolosa de Llenguadoc. Pilar López de Ayala[3]
- 2001: 45a edició dels Premis Sant Jordi de Cinematografia. Pilar López de Ayala[4]